# Habronestes wilkiei
Habronestes wilkiei là một loài nhện trong họ Zodariidae.
Loài này thuộc chi Habronestes. Habronestes wilkiei được Barbara C. Baehr miêu tả năm 2003.